# Ореховское сельское поселение (Ульяновская область)
Оре́ховское се́льское поселе́ние — муниципальное образование в составе Радищевского района Ульяновской области. Административный центр — село Ореховка.

## Население
| 2010  | 2012  | 2013  | 2014  | 2015  | 2016  | 2017  |
| ----- | ----- | ----- | ----- | ----- | ----- | ----- |
| 2187  | ↘2103 | ↘2026 | ↘1940 | ↘1872 | ↘1828 | ↘1793 |
| 2018  | 2019  | 2020  | 2021  |       |       |       |
| ↘1771 | ↘1733 | ↘1721 | ↘1581 |       |       |       |

## Состав сельского поселения
В состав поселения входят 10 населённых пунктов: 5 сёл, 4 посёлка и 1 разъезд.
| №  | Населённый пункт    | Тип населённого пункта       | Население |
| -- | ------------------- | ---------------------------- | --------- |
| 1  | Володарский         | посёлок                      | 145       |
| 2  | Волчанка            | село                         | 320       |
| 3  | Громово             | разъезд                      | 15        |
| 4  | Журавлиха           | посёлок                      | 0         |
| 5  | Мордовская Карагужа | село                         | 324       |
| 6  | Моховое             | посёлок                      | 21        |
| 7  | Ореховка            | село, административный центр | 789       |
| 8  | Софьино             | село                         | 307       |
| 9  | Средниково          | село                         | 102       |
| 10 | Шевченко            | посёлок                      | 164       |